# Länsväg U 845
Länsväg U 845 är en kortare övrig länsväg i Sala kommun i Västmanlands län som förbinder länsväg 843 vid Modigsbacke med närliggande Riksväg 56 och Riksväg 72. Vägen är 150 meter lång och asfalterad. Den korsar både Dalabanan genom en bevakad plankorsning samt Isätrabäcken och landskapsgränsen mellan Uppland och Västmanland.
Hastighetsgränsen är 70 kilometer per timme.
Vägen ansluter till:
- Riksväg 56 (vid Modigsbacke)
- Riksväg 72 (vid Modigsbacke)
- Länsväg U 843 (vid Modigsbacke)